# Imatge macro
|  | Aquest article és sobre imatges d'internet amb propòsits humorístics. Per a imatges fotogràfiques de subjectes molt petits, vegeu <<macrofotografia>> |

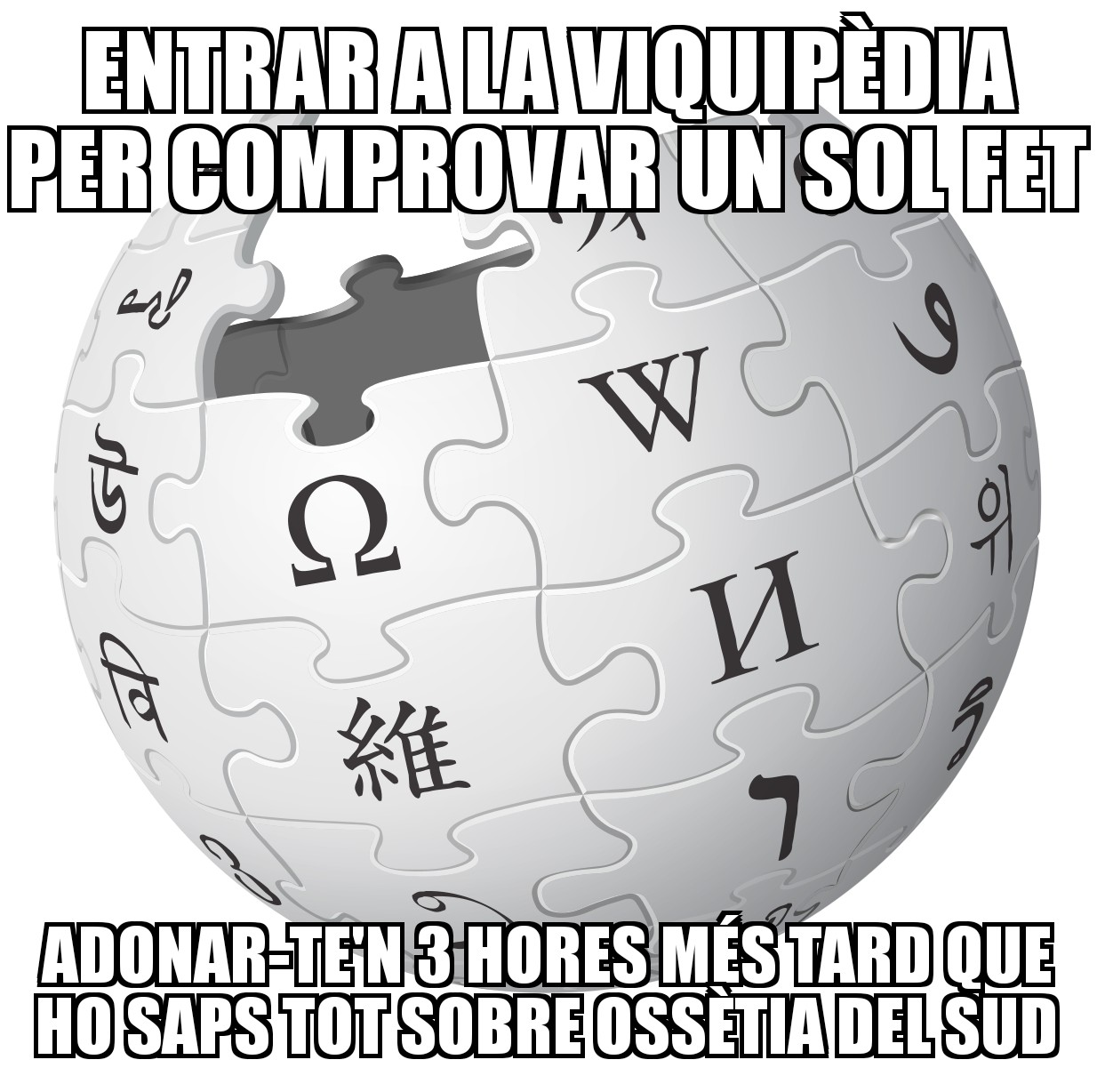
Exemple de mem d'internet en format d'imatge macro de.

Una imatge macro és un suport digital que consisteix en una composició d'una imatge i una forma de text superposat. És la forma clàssica i més comuna en la que es presenten els mems d'internet, unitats d'informació de to humorístic que es repliquen a través de la xarxa.
Les imatges macro solen presentar un text en forma d'acudit, missatge enginyós o frase feta, tot i que aquest no ha de ser necessàriament de to humorístic. Es considera que les primeres imatges macro van ser derivades dels coneguts com a LOLCats, imatges de gats expressius combinats amb textos.

## Etimologia i ús
El terme "imatge macro" s'emprà per primera vegada el 2004 al fòrum anglès Something Awful. El nom deriva del concepte "macros", textos curts que l'usuari podia introduir i que el programari del fòrum analitzava i n'expandia el codi al d'una imatge predefinida. Al seu torn, l'ús inicial d'aquesta paraula al fòrum tenia el seu origen en el concepte informàtic "macro": un conjunt d'ordres o patrons destinats a fer tasques repetitives en el menor temps possible segons un procediment predefinit. La paraula "macro", al seu torn, és una abreviació de la paraula "macroinstrucció".
La primera imatge amb un text incorporat de la que es té constància va ser creada pel fotògraf americà Harry Whitter Frees el 1905. La imatge consisteix en una fotografia d'un gat vestit amb una bata assegut a una cadira acompanyada d'un text on es llegeix "What's delaying my dinner?", que traduït al català significa "Què està retardant el meu sopar?". És considerat l'inici del que un segle després esdevindrien els LOLCats.
Les primeres imatges macro -LOLCats i similars- van ser generades el 2004 i al 2007 es van acabar propagant més enllà dels fòrums i comunitats que els havien creat inicialment, esdevenint mundialment conegudes gràcies a la seva transmissió mitjançant xarxes socials i aplicacions de missatgeria.

## Formats
Tot i que poden presentar-se en diversos formats, habitualment segueixen dos tipus de disseny diferenciats: el disseny clàssic, àmpliament emprat des del naixement de les imatges macro el 2007; i el disseny modern, nascut de forma posterior i predominant en l'actualitat. Presenten els següents elements:

### Disseny clàssic
- Dos blocs de text en majúscula centrats, típicament de tipografia Impact:[4] un bloc superior i un a la meitat inferior de la imatge. El text típicament és blanc amb una vora negra que en facilita la lectura sobre pràcticament qualsevol tipus de textura i color de fons. Típicament, el text superior introdueix el concepte o inicia l'acudit i el text inferior és el missatge principal o la culminació de la broma. Sovint s'hi poden trobar errors ortogràfics introduïts a consciència com a part del propi acudit o amb intencionalitat humorística.
- Una imatge darrere el text. En la majoria de casos provenen d'un estoc d'imatges entès per la gran majoria d'usuaris d'internet, on cada imatge s'empra en un context humorístic determinat. No obstant, qualsevol imatge pot esdevenir macro i en conseqüència un mem d'internet, si s'hi incorpora un text amb la tipografia de text presentada anteriorment i que en conjunt tingui un significat humorístic.

### Disseny modern
- Una imatge, usualment extreta d'una pel·lícula, sèrie, videoclip, programa de televisió o d'internet -a vegades amb subtítols-, amb un espai blanc superior.
- A l'espai de color blanc immediatament superior a la imatge, s'hi presenta un text de color negre, típicament amb tipografia Arial o Helvetica Neue que introdueix un context, situació humorística o acudit que culmina amb la pròpia imatge i/o el subtítol d'aquesta, que -tot i provenir d'un context diferent al propòsit humorístic final de la imatge macro- encaixa i resol el text superior.

## Ambiguitat en la interpretació
Algunes imatges macro han estat criticades per haver creat espai per a la manipulació política, atès que algunes poden ser ambiguament interpretades com a missatges racistes, sexistes o políticament incorrectes. L'ambigüitat en les interpretacions del contingut d'internet on l'autor no reflexa de forma clara l'intencionalitat del missatge (habitual a les imatges macro degut a l'elevada condensació informativa que presenten) es coneix com a Llei de Poe, que descriu l'impossibilitat de determinar la diferència entre una expressió d'extremisme autèntica i una paròdia de l'extremisme.